# Pomazany
Pomazany  (ucraniano: Помазани) es una localidad del Raión de Izmail en el Óblast de Odesa de Ucrania. Según el censo de 2001, tiene una población de 108 habitantes.